# 袁葵
袁葵（？年—？年），字向一，號河汭，直隶东明县人。明朝政治人物。

## 生平
天啓七年（1627年）丁卯科中举，崇祯四年（1631年）辛未科进士。工部观政，五年授夏县知县，六年调任洪洞县，任本省同考官。七年丁忧，九年起补山东寿光知县，请終養，致仕归。著有《瀆園文集》、《吾愛亭集》。卒年四十三。

## 家族
子袁佑，康熙十一年拔贡，任内阁中书，由召试任翰林院编修、詹事府中允，典试浙江。